# NX総合研究所
株式会社NX総合研究所（エヌエックスそうごうけんきゅうしょ）は、日本通運株式会社の子会社で、物流に関する調査・分析・コンサルティング業務を行う民間シンクタンク。通称「NX総研」（エヌエックスそうけん）。
物流を専門に調査研究・コンサルティングをおこなう研究機関は、国や公益法人が母体となっているものは幾つか存在する（財団法人 運輸調査局,運輸政策研究機構等）が、民間ではほぼ唯一のものである。1961年設立。
現在ではすっかり定着した物流と言う用語は、英語の「Physical Distribution」を、同研究所の研究員が「物的流通」と日本語に翻訳し、これを省略して物流と用いた事に始まる。
所在地は、東京都千代田区神田和泉町のNXグループビル内。
専門性の高いシンクタンク故、交通・物流に関して大学等で教鞭を取っている出身者も多く、日通が母体となった流通経済大学とも近い関係にある。
日本物流学会の事務局業務も担当している。
2022年1月に親会社である日本通運の単独株式移転による持株会社制への移行及びグループブランド「NX」の導入に伴い、2022年1月4日付で株式会社日通総合研究所（にっつうそうごうけんきゅうしょ）から社名変更された。

## 事業の概要
以下の事業ユニットを設け業務を行なっている。
- 「リサーチ＆コンサルティングユニット1」
中長期的なプロジェクト・事業開発業務、全社の広報・プロモーション業務。
- 「リサーチ＆コンサルティングユニット2」
国・行政・民間企業等からの物流に関する、経済、統計調査を行なう。海外の物流に関する法規、港湾・道路・通関などの調査・研究。
- 「リサーチ＆コンサルティングユニット3」
物流改善・物流コスト削減などのコンサルティング業務。倉庫、DC等の物流作業効率化に関するコンサルティング業務。
- 「リサーチ＆コンサルティングユニット4」
倉庫作業計測IoTツール「ろじたん」の開発並びに販売、振動・衝撃・温湿度による貨物事故防止コンサルティング業務、貨物および輸送環境に適合した輸送容器・機器の研究・開発
- 「リサーチ＆コンサルティングユニット5」
物流・ロジスティクスにかかわる、ｅラーニングやセミナー開催、集合研修、講師派遣など人材育成および調査・コンサルティング事業。安全管理者専任時研修（法定）など安全に関する研修業務、フォークリフトオペレーターなど技術職への安全研修業務。

## 公表している統計資料
以下の調査資料を定期的に公表しており、経済分析を行う際の参考として幅広く活用されている。
- 「経済・貨物輸送の見通し」
当該年度の経済情勢の分析を基に、貨物輸送の動向を分析したもの。国内輸送・国際輸送の双方の動向、貨物の荷動きを分析したもの。
- 「NX総研短観(旧:日通総研短観)」（企業物流短期動向調査）
3ヶ月に一度、2500社に及ぶ製造業・卸売業の貨物の荷動き動向や物流に係るコストを調査、分析して発表する資料。

## 出身者
- 野尻俊明-学校法人日通学園理事長,元・流通経済大学学長
- 小野秀昭-元・流通経済大学,物流科学研究所教授
- 齊藤実-神奈川大学経済学部教授
- 林克彦-流通経済大学流通情報学部教授,前・流通科学大学商学部教授
- 矢野裕児-流通経済大学流通情報学部教授・学部長
- 大島弘明-流通経済大学流通情報学部教授
- 町田一兵-明治大学商学部教授
- 男澤智治-九州国際大学経済学部教授
- 伊津野範博-熊本学園大学商学部教授

など　